# Joanic (metrostation)
Joanic is een metrostation van de metro van Barcelona en wordt aangedaan door lijn 4.
Het ligt in het district Gràcia en ligt onder Carrer de Pi i Margall, tussen Plaça Joanic en carrer de l'Alegre de Dalt, en heeft ingangen vanaf daar of vanaf carrer de l'Escorial. In de halte, bestaande uit zijperrons, zijn beide richtingen gescheiden door een muur.
Het station is geopend in 1973 als voorlopig eindpunt van de toenmalige lijn IV vanaf station Jaume I. Door het openen van dit traject werd deze lijn IV onafhankelijk van lijn III, waar het tot dan toe een afsplitsing van was, vanaf station Passeig de Gràcia richting Jaume I. Tot 1982 heeft het de Castiliaanse naam Joanich, sindsdien is de naam in het Catalaans gesteld. 